# Loxaspilates fixseni
Loxaspilates fixseni là một loài bướm đêm trong họ Geometridae.